# اچ‌ام‌اس شارک (۱۷۹۴)
اچ‌ام‌اس شارک (۱۷۹۴) (به انگلیسی: HMS Shark (1794)) یک کشتی بود که طول آن ۶۴ فوت ۸ اینچ (۱۹٫۷۱ متر) بود. این کشتی در سال ۱۷۹۴ ساخته شد.